# ASPTT Mulhouse Volley-Ball 2015-2016
Questa voce raccoglie le informazioni riguardanti l'ASPTT Mulhouse Volley-Ball nelle competizioni ufficiali della stagione 2015-2016.

## Organigramma societario
Area direttiva
- Presidente: Gérard Reeb

Area tecnica
- Allenatore: Magali Magail
- Allenatore in seconda: Christophe Magail

Area sanitaria
- Medico: Nicolas Oesterle
- Preparatore atletico: Mathieu Arnold
- Fisioterapista: Carlo Moroni
- Osteopata: Carlo Moroni

## Rosa
| N° | Nome                     | Ruolo | Data di nascita   | Nazionalità sportiva |
| -- | ------------------------ | ----- | ----------------- | -------------------- |
| 1  | Bojana Marković          | S     | 20 giugno 1990    | Serbia               |
| 2  | Yulia Ferulik            | C     | 2 gennaio 1987    | Russia               |
| 3  | Ol'ha Trač               | C     | 15 novembre 1988  | Ucraina              |
| 4  | Marta Biedziak           | P     | 17 aprile 1993    | Polonia              |
| 5  | Marielle Bousquet-Rollet | L     | 5 aprile 1985     | Francia              |
| 7  | Astrid Souply            | S     | 21 luglio 1993    | Francia              |
| 9  | Léa Soldner              | L     | 10 febbraio 1996  | Francia              |
| 10 | Maëva Orlé               | C/O   | 8 maggio 1991     | Francia              |
| 12 | Athīna Papafōtiou        | P     | 23 agosto 1989    | Grecia               |
| 13 | Lara Davidović           | S/O   | 13 dicembre 1997  | Francia              |
| 14 | Karla Klarić             | S     | 5 settembre 1994  | Croazia              |
| 16 | Alina Albu               | C     | 6 settembre 1983  | Romania              |
| 17 | Laura Dreyer             | S     | 26 agosto 1999    | Francia              |
| 18 | Margaux Koch             | C     | 11 agosto 1998    | Francia              |
| 19 | Léa Enderlin             | S     | 17 settembre 1997 | Francia              |